# Reteporella nanshaensis
Reteporella nanshaensis är en mossdjursart som först beskrevs av Lu, Nie och Zhong in Lu 1991.  Reteporella nanshaensis ingår i släktet Reteporella och familjen Phidoloporidae. Inga underarter finns listade i Catalogue of Life.